# 比嘉幹貴
比嘉 幹貴（ひが もとき、1982年12月7日 - ）は、沖縄県沖縄市出身の元プロ野球選手（投手）。右投右打。現在はオリックス・バファローズで一軍投手コーチを務める。

## 経歴

### プロ入り前
高校教諭で野球部監督だった父の影響で幼い頃から野球に親しみ、小学3年生の時に少年野球チームに入団する。中学に入ると左膝の離断性骨軟骨炎を発症し、運動が出来ない2年間を過ごすが、3年時から再び運動が出来るようになり、軟式野球部に入部し、公式戦にも1試合だけ出場した。
沖縄県立コザ高等学校では無名であったが、国際武道大学ではリーグ通算29勝を挙げ、日立製作所に入社。入社5年目の2009年、三菱自動車岡崎との第80回都市対抗野球大会1回戦で7回5安打無失点と好投し、同大会4年ぶりの勝利をチームにもたらした。NTT東日本との準々決勝では5回2/3を3失点で降板し、チームは同大会36年ぶりのベスト4進出とはならなかったものの、ベスト8入りに貢献した。
2009年10月19日のドラフト会議にて、オリックス・バファローズから2位指名を受けた。
11月18日、九州三菱自動車との社会人野球日本選手権大会2回戦では9回裏二死までノーヒットノーランを継続するも打線の援護が無く、2者連続死球を与えたところで交代。救援投手が打たれ、8回2/3を被安打0、1失点で敗戦投手となった。
11月26日に入団交渉が行われたが、契約保留となり、同28日の2度目の交渉では年俸1200万円、前回の提示より1000万円増となる契約金6000万円（いずれも金額は推定）で仮契約を結んだ。背番号は35。

### オリックス時代
2010年は春季キャンプを一軍でスタートするも、キャンプ中の故障で出遅れ、一軍初昇格は8月13日となったが、同日の埼玉西武ライオンズ戦でプロ初登板を果たした。8月18日の東北楽天ゴールデンイーグルス戦から同24日の福岡ソフトバンクホークス戦にかけては6連投を経験し、4連投目となった8月21日の千葉ロッテマリーンズ戦ではプロ初ホールドを記録。9月4日のソフトバンク戦では同点の5回表二死満塁という場面で登板し、多村仁志から3球三振を奪うと、直後に大引啓次が決勝打を放ち、プロ初勝利を挙げた。ルーキーイヤーは一軍で24試合に登板し、2勝1敗2ホールド・防御率1.25という成績を残し、オフに500万円増となる推定年俸1700万円で契約を更改した。
2011年は5月上旬に一軍で2試合に登板するも、右肘痛により戦線離脱。7月26日に再び出場選手登録され、翌27日の北海道日本ハムファイターズ戦で復帰登板となったが、1回1/3を投げて被安打6（被本塁打2）・与四死球2という内容で7失点を喫した。その後も一軍登板を重ねたが振るわず、この年は23試合の登板で0勝0敗3ホールド・防御率7.15という成績にとどまった。
2012年はオープン戦で右肘痛を発症した影響で、シーズン初の一軍昇格は9月3日となった。同11日の西武戦では2年ぶりに勝利投手となるなど、昇格後はシーズン終了まで一軍に帯同し、この年は12試合の登板で1勝0敗1ホールド・防御率1.80を記録した。
2013年は初の開幕一軍入りを果たし、ロッテとの開幕戦で1点リードの延長12回裏からシーズン初登板となったが、一死しか奪えずに2失点を喫して敗戦投手となる。翌3月30日の同カードでも同点の延長12回裏、イニング途中でワンポイントとして登板するも死球を与えて降板し、同31日に出場選手登録を抹消された。4月21日に再登録されて以降はシーズン終了まで一軍のブルペンの一角を担い、この年は59試合の登板で4勝3敗11ホールド・防御率2.12を記録。オフに倍増となる推定年俸2800万円で契約を更改した。
2014年も開幕一軍入り。6月には5歳年下の一般女性と結婚した。この年は監督の森脇浩司から「切り札」と称されたように、ホールド機会の有無を問わず重要な場面で起用され、6月28日のロッテ戦から9月25日の西武戦まで34試合連続無失点を記録。6月上旬に左膝痛で10日間の離脱はあったが、シーズンを通して一軍のブルペンを支え、この年は自己最多の62試合に登板し、7勝1敗20ホールド・防御率0.79と好成績を収めた。クライマックスシリーズにも登板し、オフに3200万円増となる推定年俸6000万円で契約を更改した。
2015年は春季キャンプの序盤で右肩を痛め、シーズン初の一軍昇格は6月19日となった。しかし、8試合の登板で0勝0敗2ホールド・防御率16.20と振るわず、7月29日に出場選手登録を抹消されると、8月11日に右肩の関節唇修復手術を受け、全治5か月の見込みであることが発表された。残りのシーズンはリハビリに費やし、オフに減額制限を大幅に超える75%減（4500万円減）の推定年俸1500万円で契約を更改した。
2016年は6月12日にシーズン初の一軍昇格を果たすも、同17日の広島東洋カープ戦では同点の延長12回裏から登板し、一死も奪えずにサヨナラ2点本塁打を打たれて敗戦投手となるなど、昇格後の5登板のうち3試合で失点を喫した。その後は無失点の登板が続き、8月10日のソフトバンク戦では703日ぶりに勝利投手となったが、役割を果たせない登板も目立ち、8月27日の楽天戦で11試合ぶりの失点を喫すると、翌28日に出場選手登録を抹消された。9月27日に再登録されるも登板機会は無く、この年は16試合の登板で1勝1敗5ホールド・防御率4.82という成績にとどまり、オフに現状維持の推定年俸1500万円で契約を更改した。
2017年、ウエスタン・リーグでは43試合の登板で防御率1.02という成績を残したものの、9月2日にシーズン初の一軍昇格を果たす。昇格後はシーズン終了まで一軍に帯同したが、この年は8試合の登板で0勝1敗1ホールド・防御率3.24という成績に終わり、オフに現状維持の1500万円で契約を更改した。
2018年は4月6日にシーズン初の一軍昇格となったが、前の投手が残した走者を還してしまう登板が目立ち、同25日の日本ハム戦で中田翔へのワンポイントとして登板するも、2点適時二塁打を打たれて降板し、5月1日に出場選手登録を抹消された。6月1日に再登録されると、8月4日のソフトバンク戦でプロ初セーブを挙げるなどブルペンの一角を担うも、9月に入ると調子を落とし、9月24日のロッテ戦では1/3回で3失点を喫し、翌25日に出場選手登録を抹消された。そのまま二軍でシーズンを終え、この年は43試合の登板で0勝2敗9ホールド1セーブ・防御率2.04を記録。オフに800万円増となる推定年俸2300万円で契約を更改した。
2019年は5年ぶりに開幕を一軍で迎えたが、4月12日の西武戦では同点の9回裏から登板して無安打ながら1失点（自責点0）で敗戦投手。その後の2登板でも失点を喫すると、同21日の楽天戦で4試合連続失点を喫し、二軍に降格。5月21日に一軍へ再昇格したものの、8月16日に出場選手登録を抹消されて以降の一軍昇格は果たせず、この年は45試合の登板で3勝2敗8ホールド1セーブ・防御率4.58という成績であった。オフに300万円増となる推定年俸2600万円で契約を更改した。
2020年は新型コロナウイルスの影響で120試合制の短縮シーズンとなり、開幕も6月に延期となったが、2年連続で開幕一軍入りを果たす。しかし、左大腿二頭筋の筋損傷で7月8日に出場選手登録を抹消され、10月1日に一軍復帰。復帰後はシーズン終了まで一軍に帯同し、この年は20試合の登板で0勝0敗9ホールド・防御率0.71を記録したものの、オフに700万円減となる推定年俸1900万円で契約を更改した。
2021年は4月16日にシーズン初の一軍昇格となり、同27日に国内FA権を取得。6月に調子を落として出場選手登録を抹消されたが、東京オリンピックによる中断期間を経て、8月27日に再登録。それ以降は一軍のブルペンの一角を担い、この年は32試合の登板で1勝0敗11ホールド・防御率1.77を記録。東京ヤクルトスワローズとの日本シリーズ第1戦で勝利投手となるなどポストシーズンにも登板し、オフに700万円増となる推定年俸2600万円で契約を更改した。
2022年は2年ぶりに開幕を一軍で迎えるも、5月に入ると被安打の増加が目立ち、6月14日に出場選手登録を抹消された。7月19日に一軍へ再昇格すると、同31日のロッテ戦では3年ぶりのセーブを記録するなど安定した投球を披露していたものの、8月31日に無症状ながら新型コロナウイルス陽性判定を受け、特例2022により登録抹消。9月17日に一軍復帰を果たし、この年は30試合の登板で5勝0敗5ホールド1セーブ・防御率2.53を記録し、チームのリーグ連覇に貢献。ポストシーズンでは、CSファイナルステージでの登板機会は無かったものの、ヤクルトとの日本シリーズでは5試合に登板して被安打1という好投を見せ、チームの26年ぶり日本一にも貢献した。オフに800万円増となる推定年俸3600万円で契約を更改した。
2023年は2年連続で開幕を一軍で迎え、4月1日の西武戦は先発の山﨑福也が6-0で迎えた4回裏に3連打を打たれるなど、4回8安打2失点で降板したあとを受けてシーズン初登板を果たす。1イニングを10球で三者凡退に抑え、シーズン初勝利を記録。その後は左右を問わないワンポイントで4試合に登板し、全打者を打ち取ったものの、4月21日の西武戦では2点リードの6回表から登板し、中村剛也に2点本塁打を打たれるなど、一死も奪えずに3安打2失点で降板となり、翌22日に出場選手登録を抹消された。5月5日の再登録以降は10試合連続無失点を記録するも、前の投手が残した走者を還してしまう場面が目立ち、6月12日に登録抹消。その後は再登録と登録抹消を2度繰り返し、7月13日に特例2023の代替指名選手として一軍へ昇格。それ以降はブルペンの一角を担った。9月15日に出場選手登録を抹消されたものの、10月20日に再登録され、阪神タイガースとの日本シリーズに2試合登板。レギュラーシーズンでは31試合に登板し、2勝0敗6ホールド・防御率2.25を記録した。
2024年は4月上旬に一軍に昇格するも4試合のみの登板にとどまり、同月24日に左膝の鵞足炎により出場選手登録を抹消。9月15日、同年限りでの現役引退を発表。翌日のソフトバンク戦で、8回二死二塁の場面で事実上の引退登板を行い、迎えた山川穂高は四球で歩かせたが、次の中村晃を右飛に打ち取り、現役最後の登板を終えた。なお、引退セレモニーの打診を固辞していたが、同月24日の本拠地最終戦セレモニーにて監督・中嶋聡の計らいにより、急遽挨拶を行うこととなった。比嘉は「引退を表明しまして、今の心境はやりきってスッキリしています。心残りはひとつもありません」と現役生活を振り返り、オリックスナインには「ぜひ来年、ビールかけに招待してください」と希望。応援団には「（応援歌の）バファエールいい曲ですね」と語り、最後は「引退セレモニーをしないと言ったくせに長々とすみません」とオチをつけて締めくくった。

### 現役引退後
引退後もチームに残留し、一軍投手コーチを務める。背番号は77。

## 選手としての特徴・人物
右サイドスローの独特な投球フォームから、最速147km/hのストレート、スライダー、カーブ、フォーク、シンカーを投じる。
高校1年まで内野手であったが、ショートとしてマウンドで投げていた際に当時の監督から「その投げ方で良いからブルペンに入ってみろ。」と言われたことが自分の投球フォームのルーツと語っている。
スライダーを軸とした投球だが、ストレートとカーブを駆使した球速差40km/h以上の緩急自在な投球も見せる。なお、スライダーとカーブは握りが同じだという。
牽制の技術が高く、プロ入り当初の監督であった岡田彰布が「12球団一けん制がうまいと評判でドラフトしたんや」と語ったほどである。
クセの傾向を見抜かれないようにするため、グローブはプロ入り当初から大きめのものを使用しており、2021年シーズンからは黒単色にしている。メーカー（エスエスケイ）のプロモデルはラベルがゴールドと決まっているが「黒を使わせてください」とメーカーに申し出て、ラベルも含めて“オールブラック”のグローブとなっている。
愛称は沖縄県の方言でお兄さんを意味する「ニーニー」。ベテラン選手になってからは若手選手に慕われるチームの精神的支柱として欠かせない存在となっている。

## 詳細情報

### 年度別投手成績
| 年 度      | 球 団      | 登 板 | 先 発 | 完 投 | 完 封 | 無 四 球 | 勝 利 | 敗 戦 | セ 丨 ブ | ホ 丨 ル ド | 勝 率 | 打 者 | 投 球 回 | 被 安 打 | 被 本 塁 打 | 与 四 球 | 敬 遠 | 与 死 球 | 奪 三 振 | 暴 投 | ボ 丨 ク | 失 点 | 自 責 点 | 防 御 率 | W H I P |
| ---------- | ---------- | ----- | ----- | ----- | ----- | -------- | ----- | ----- | -------- | ----------- | ----- | ----- | -------- | -------- | ----------- | -------- | ----- | -------- | -------- | ----- | -------- | ----- | -------- | -------- | ------- |
| 2010       | オリックス | 24    | 0     | 0     | 0     | 0        | 2     | 1     | 0        | 2           | .667  | 78    | 21.2     | 14       | 0           | 1        | 0     | 1        | 12       | 0     | 0        | 3     | 3        | 1.25     | 0.69    |
| 2011       | オリックス | 23    | 0     | 0     | 0     | 0        | 0     | 0     | 0        | 3           | ----  | 105   | 22.2     | 28       | 3           | 6        | 0     | 2        | 21       | 0     | 1        | 21    | 18       | 7.15     | 1.50    |
| 2012       | オリックス | 12    | 0     | 0     | 0     | 0        | 1     | 0     | 0        | 1           | 1.000 | 34    | 10.0     | 8        | 0           | 0        | 0     | 0        | 5        | 0     | 1        | 2     | 2        | 1.80     | 0.80    |
| 2013       | オリックス | 59    | 0     | 0     | 0     | 0        | 4     | 3     | 0        | 11          | .571  | 235   | 59.1     | 52       | 4           | 11       | 0     | 1        | 54       | 0     | 0        | 15    | 14       | 2.12     | 1.06    |
| 2014       | オリックス | 62    | 0     | 0     | 0     | 0        | 7     | 1     | 0        | 20          | .875  | 231   | 56.2     | 53       | 2           | 12       | 2     | 1        | 48       | 0     | 0        | 9     | 5        | 0.79     | 1.15    |
| 2015       | オリックス | 8     | 0     | 0     | 0     | 0        | 0     | 0     | 0        | 2           | ----  | 34    | 5.0      | 16       | 1           | 2        | 1     | 1        | 5        | 0     | 0        | 9     | 9        | 16.20    | 3.60    |
| 2016       | オリックス | 16    | 0     | 0     | 0     | 0        | 1     | 1     | 0        | 5           | .500  | 43    | 9.1      | 13       | 3           | 3        | 2     | 0        | 10       | 0     | 0        | 5     | 5        | 4.82     | 1.71    |
| 2017       | オリックス | 8     | 0     | 0     | 0     | 0        | 0     | 1     | 0        | 1           | .000  | 31    | 8.1      | 6        | 2           | 0        | 0     | 0        | 12       | 0     | 0        | 3     | 3        | 3.24     | 0.72    |
| 2018       | オリックス | 43    | 0     | 0     | 0     | 0        | 0     | 2     | 1        | 9           | .000  | 135   | 35.1     | 25       | 3           | 7        | 5     | 3        | 22       | 0     | 0        | 10    | 8        | 2.04     | 0.91    |
| 2019       | オリックス | 45    | 0     | 0     | 0     | 0        | 3     | 2     | 1        | 8           | .600  | 141   | 33.1     | 32       | 5           | 11       | 2     | 2        | 36       | 0     | 0        | 19    | 17       | 4.59     | 1.29    |
| 2020       | オリックス | 20    | 0     | 0     | 0     | 0        | 0     | 0     | 0        | 9           | ----  | 49    | 12.2     | 5        | 1           | 5        | 2     | 1        | 11       | 0     | 0        | 1     | 1        | 0.71     | 0.79    |
| 2021       | オリックス | 32    | 0     | 0     | 0     | 0        | 1     | 0     | 0        | 11          | 1.000 | 75    | 20.1     | 14       | 2           | 4        | 4     | 0        | 15       | 0     | 0        | 4     | 4        | 1.77     | 0.89    |
| 2022       | オリックス | 30    | 0     | 0     | 0     | 0        | 5     | 0     | 1        | 5           | 1.000 | 85    | 21.1     | 20       | 1           | 2        | 0     | 2        | 24       | 0     | 0        | 7     | 6        | 2.53     | 1.03    |
| 2023       | オリックス | 31    | 0     | 0     | 0     | 0        | 2     | 0     | 0        | 6           | 1.000 | 83    | 20.0     | 21       | 3           | 2        | 0     | 2        | 10       | 0     | 0        | 5     | 5        | 2.25     | 1.15    |
| 2024       | オリックス | 5     | 0     | 0     | 0     | 0        | 0     | 0     | 0        | 0           | ----  | 14    | 3.2      | 1        | 0           | 3        | 0     | 0        | 3        | 0     | 0        | 0     | 0        | 0.00     | 1.09    |
| 通算：15年 | 通算：15年 | 418   | 0     | 0     | 0     | 0        | 26    | 11    | 3        | 93          | .703  | 1373  | 339.2    | 308      | 30          | 69       | 18    | 16       | 288      | 0     | 2        | 113   | 100      | 2.65     | 1.11    |

- 2024年度シーズン終了時
- 各年度の太字はリーグ最多

### 年度別守備成績
| 年 度 | 球 団      | 投手  | 投手  | 投手  | 投手  | 投手  | 投手     |
| 年 度 | 球 団      | 試 合 | 刺 殺 | 補 殺 | 失 策 | 併 殺 | 守 備 率 |
| ----- | ---------- | ----- | ----- | ----- | ----- | ----- | -------- |
| 2010  | オリックス | 24    | 1     | 5     | 1     | 0     | .857     |
| 2011  | オリックス | 23    | 2     | 5     | 1     | 0     | .875     |
| 2012  | オリックス | 12    | 1     | 3     | 0     | 0     | 1.000    |
| 2013  | オリックス | 59    | 4     | 15    | 0     | 2     | 1.000    |
| 2014  | オリックス | 62    | 3     | 7     | 1     | 1     | .909     |
| 2015  | オリックス | 8     | 0     | 0     | 0     | 0     | ----     |
| 2016  | オリックス | 16    | 0     | 3     | 0     | 0     | 1.000    |
| 2017  | オリックス | 8     | 1     | 0     | 0     | 0     | 1.000    |
| 2018  | オリックス | 43    | 1     | 7     | 0     | 0     | 1.000    |
| 2019  | オリックス | 45    | 1     | 8     | 0     | 1     | 1.000    |
| 2020  | オリックス | 20    | 2     | 3     | 0     | 0     | 1.000    |
| 2021  | オリックス | 32    | 3     | 1     | 0     | 0     | 1.000    |
| 2022  | オリックス | 30    | 0     | 4     | 1     | 0     | .800     |
| 2023  | オリックス | 31    | 2     | 3     | 0     | 1     | 1.000    |
| 通算  | 通算       | 413   | 21    | 64    | 4     | 5     | .955     |

- 2023年度シーズン終了時

### 記録
初記録
投手記録
- 初登板：2010年8月13日、対埼玉西武ライオンズ16回戦（西武ドーム）、7回裏一死に2番手で救援登板、1/3回無失点
- 初奪三振：2010年8月14日、対埼玉西武ライオンズ17回戦（西武ドーム）、5回裏に中島裕之から空振り三振
- 初ホールド：2010年8月21日、対千葉ロッテマリーンズ17回戦（千葉マリンスタジアム）、5回裏二死に2番手で救援登板、1/3回無失点
- 初勝利：2010年9月4日、対福岡ソフトバンクホークス23回戦（スカイマークスタジアム）、5回表二死に4番手で救援登板、1回1/3無失点
- 初セーブ：2018年8月4日、対福岡ソフトバンクホークス14回戦（福岡 ヤフオク!ドーム）、12回裏に6番手で救援登板・完了、1回無失点

打撃記録
- 初打席：2018年6月10日、対東京ヤクルトスワローズ3回戦（明治神宮野球場）、7回表に小川泰弘から空振り三振

その他の記録
- 34試合連続無失点：2014年 ※2003年の豊田清と並び、当時パ・リーグ最長タイ記録[144][145][注 4]

### 背番号
- 35（2010年 - 2024年）
- 77（2025年 - ）

### 登場曲
- 「Don't Matter」Akon
- 「小さな恋のうた」MONGOL800
- 「STAY GOLD」Hi-STANDARD